# AFA (automòbil)
L'AFA fou un prototipus d'automòbil creat per l'empresa Automóviles Fernández y Aymerich a Barcelona el 1943. Fundada el 1942 per Joan Aymerich i Luis Fernández, l'empresa tenia la intenció de produir-ne 100 unitats anuals, però finalment només n'arribaren a produir una o dues en total. El 1944, l'empresa va presentar el seu prototipus en una mena de Fira de l'Automòbil organitzada per la Dirección General de Transportes a Villaverde (Madrid), però la manca d'ajut de les autoritats franquistes i la mort de Joan Aymerich el 1946 provocaren l'abandonament definitiu d'aquest projecte empresarial el 1947.
Ateses les reduïdes dimensions de l'AFA, sovint apareix documentat com a microcotxe tot i tractar-se d'un autèntic automòbil.

## Història
Joan Aymerich tenia un taller de reparació d'automòbils al carrer Rector Ubach, 32-38 de Barcelona. El 1922 ja havia fabricat un únic automòbil sota la marca Aymerich, i el 1935 havia creat l'empresa Nacional Rubí, no reeixida a causa de l'esclat de la guerra civil espanyola. Represes les seves activitats durant la postguerra, Aymerich s'associà amb Fernández (qui hi aportà capital) i endegà el seu nou projecte, basat en les experiències anteriors.
Un cop enllestit el primer prototipus AFA, el matricularen (amb el número de matrícula B-72107), patentaren (número de patent 159.882) i registraren l'abril de 1943. Després de ser presentat a la Exposición Nacional Automovilística de Villaverde (celebrada el 10 de juliol de 1944), el prototipus fou provat pel Ministerio de Industria franquista i la revista "Motor Mundial" en va publicar els resultats al seu exemplar número 4 de setembre d'aquell any.
Després del fracàs del projecte, el prototipus va quedar en mans de la família i més tard restà abandonat a la intempèrie en una nau de la seva propietat. El 2008, un dels fills de Joan Aymerich va establir contacte amb el mNACTEC de Terrassa, el qual es va fer càrrec del model i en va encarregar la restauració. En aquells moments, el vehicle era a Sant Cugat del Vallès en un pèssim estat de conservació (només en quedava el xassís, molt malmès), de manera que el mNACTEC contactà amb el Garatge Terramar i amb el col·leccionista Salvador Claret (amo de la Col·lecció d'Automòbils Salvador Claret), els quals esmerçaren 3 anys de feina en la restauració de l'AFA. Actualment, el resultat de la seva tasca es pot admirar a l'Exposició del Transport del mNACTEC.

## Característiques

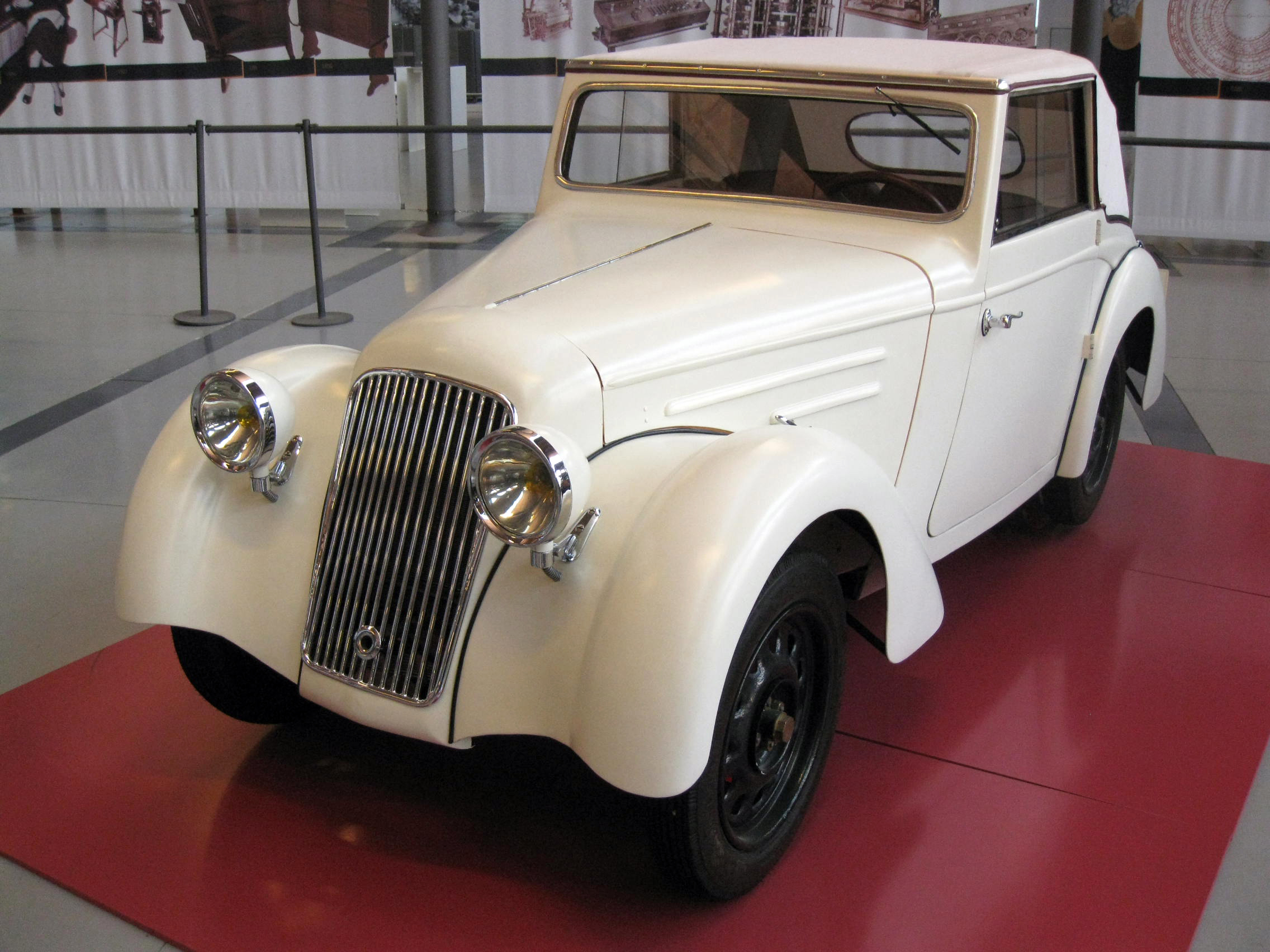
L'únic AFA que es conserva actualment (1943), exposat al mNACTEC

El dissenyador de l'AFA fou Aymerich, ajudat per Jaume Morera. El prototipus, basat en el Nacional Rubí, era un petit cotxe convertible de dues places, amb dues portes i capota plegable. Duia un motor anterior de quatre cilindres i 526 cc, el qual lliurava una potència de 13 CV i oferia una velocitat màxima de 85 km/h.
Fitxa tècnica
- Motor:
  - Cilindrada: 526 cc
  - Diàmetre per carrera: 52 x 62 mm
  - Potència: 13 CV a 3.500 rpm
  - Parell motor: 22,7 CV/2.000 rpm
  - Canvi: 4 velocitats
- Prestacions:
  - Velocitat màxima: 85 km/h
  - Consum: 6 l/100 km
  - Acceleració: De 0 a 85 km/h en 50 segons
- Dimensions i pesos:
  - Longitud: 3.200 mm
  - Amplada: 1.320 mm
  - Alçada: 1.280 mm
  - Pes: 530 Kg
  - Càrrega: 710 Kg